# 短花针茅
短花针茅（学名：Stipa breviflora）为多年生禾本科针茅属下的一个种，为多年生密丛型禾草。是一种优等牧草, 耐干旱、返青早、适口性好。产内蒙古、宁夏、甘肃、新疆、西藏、青海、陕西、山西、河北、四川等省区。多生于海拔700-4700米的石质山坡、干山坡或河谷阶地上。尼泊尔也有分布。模式标本采自西藏西部。
返青早，荒漠草原地区主要牧草。